# Inchoativ
Inchoativ oder Incohativ (lateinisch inchoātīvus ‚anfangend, den Anfang bedeutend‘, incohāre „anfangen“), auch Evolutiv, bezeichnet die Aktionsart eines Verbs, die eine beginnende Handlung ausdrückt. Der Ausdruck für einen plötzlichen Beginn einer Handlung ist Ingressiv. Verba inchoativa, Inchoative (Inchoativa), Incohative (Incohativa) oder Inkohativa ist der Begriff für die entsprechende Verbklasse.
Die Ergänzung zu inchoativ ist für den Verlauf der Aktion durativ und für das Ende resultativ (bzw. perfektiv). Beispiel: Das Wort „brennen“ als duratives Verb zeigt den Verlauf einer Handlung an, während „entbrennen“ als inchoatives Verb den Beginn und „verbrennen“ als das resultative Verb das Ende einer Handlung bezeichnet. Ob eine Handlung als inchoativ verstanden wird oder nicht, differiert zwischen den Sprachen.

## Deutsch
Im Deutschen folgen die Verben für beginnende bzw. unvollendete Handlungen verschiedenen weniger eindeutigen Mustern, von denen das Präfix er- („erschlaffen“, „erröten“), der Stammauslaut -er- („altern“) und der Umlaut („vergrößern“, „stärken“) die häufigsten sind. Es gibt eine ganze Klasse von (aus Adjektiven abgeleiteten) intransitiven Inchoativa, die durch eine Konstruktion mit werden paraphrasiert werden können: „gilben“ – „gelb werden“, „welken“ – „welk werden“. Die Kenntnis dieser Bildungsweisen ist zwar für das Erlernen der Bedeutungen deutscher Verben, nicht jedoch für die Bildung neuer Wörter hilfreich.
Eine Abfolge von Inchoativ, Durativ und Resultativ zeigt das Beispiel: „Die Blume erblüht/blüht/verblüht.“

### Mittelhochdeutsch
Das Mittelhochdeutsche verfügte noch über einen analytischen Inchoativ, dessen Bedeutung im modernen Deutsch noch lexikalisch nachvollzogen werden kann und der aus werden + Partizip Präsens gebildet wurde: „Die Musikanten werden spielend.“ Diese Konstruktion wandelte sich durch Verlust der Flexionsendung des Partizip Präsens in das heute existierende Futur um. Damit ging jedoch auch die zuvor existierende Möglichkeit verloren, diese Konstruktion auf die Vergangenheit anzuwenden. Der Inchoativ des Präteritums „Die Musikanten wurden spielend“ hätte so ein ungrammatisches ,Futur-Präteritum‘ hervorgebracht: „Die Musikanten wurden spielen“. Der Verlust des Präteritums verdeutlicht die Umwandlung des Aspekts in eine temporale Kategorie.
Im Bairischen ist diese Art der Inchoativbildung zumindest mit Bezug auf einzelne Wendungen noch gebräuchlich, etwa „brennend werden“ (anfangen zu brennen).

## Latein
Im Lateinischen werden Verba inchoativa durch das Affix -sce-/-sco- gebildet. Dabei werden Stammverben, inchoativa verbalia (von Verben abgeleitete Inchoativa) und inchoativa nominalia (von Adjektiven abgeleitete Inchoativa) unterschieden. Das Perfekt und die Supina werden gewöhnlich – wenn sie überhaupt vorkommen – auf gleiche Weise gebildet wie bei dem Grundverbum (Beispiel: Die Verben scīscere und scīre besitzen dasselbe Perfekt scīvī). Die Perfektformen dieser Verben können dann gelegentlich präsentisch im Deutschen wiedergegeben werden: cognōvī „ich habe kennengelernt“ oder „ich kenne“.
| Stammverben cognōscere „kennenlernen“ poscere „fordern“ crēscere „wachsen“ discere „lernen“ | inchoativa verbalia scīscere (von scīre) „sich zu etwas entschließen“ inveterāscere (von inveterāre) „alt werden, altern“ exārdēscere (von ārdēre) „entbrennen“ extimēscere (von timēre) „in Furcht geraten“ | inchoativa nominalia percrēbrescere (von crēber) „häufig werden“ mātūrēscere (von mātūrus) „reif werden, reifen“ obmūtēscere (von mūtus) „verstummen“ ēvānēscere (von vānus) „verschwinden“ |

Der Inchoativ wird selten noch mithilfe von Präfixen (con-) gebildet, z. B. conticēre „verstummen“.

## Altgriechisch
Im Altgriechischen werden diese Verben im Präsensstamm mit dem Suffix -(ι)σκ- gebildet:
- ἀποθνῄσκω „sterben, getötet werden“
- ἀρέσκω „gefallen, besänftigen“
- γηράσκω „altern“
- γιγνώσκω „kennenlernen“
- διδράσκω „entlaufen“
- εὑρίσκω „entdecken, finden“

Wie im Lateinischen ist auch das altgriechische Inchoativ-Suffix -(ι)σκ- ein Element zur Bildung des Präsensstamms; es fehlt daher bei anderen Stämmen wie zum Beispiel dem Aoriststamm. Die inchoative Bedeutung des Suffix -(ι)σκ- ist aber im Altgriechischen in vielen Fällen verloren gegangen, in denen es nur mehr den Präsensstamm anzeigt. Das Suffix -(ι)σκ- kann mit der Reduplikation kombiniert sein, wie z. B. in ἀρ-αρ-ίσκ-ω „sich verbinden, fügen“, γι-γνώ-σκ-ω „kennenlernen“ und δι-δρά-σκ-ω „entlaufen“.